# Journal of Physical Chemistry B
Het Journal of Physical Chemistry B is een wetenschappelijk tijdschrift met peer review, dat wordt uitgegeven door de American Chemical Society. De naam wordt gewoonlijk afgekort tot J. Phys. Chem. B. Het tijdschrift publiceert onderzoek uit de materiaalchemie (macromoleculen, oppervlakte-actieve stoffen, ...), alsook uit de statistische mechanica, de thermodynamica en de biofyische chemie.
Het tijdschrift werd opgericht in 1997 als afsplitsing van het Journal of Physical Chemistry A, omdat het onderzoeksdomein van de fysische chemie bijzonder groot is. In 2007 werd nog een extra tijdschrift, Journal of Physical Chemistry C, opgericht voor specifiek onderzoek in de nanotechnologie, oppervlaktechemie en elektronica.
In 2017 bedroeg de impactfactor van het tijdschrift 3,146.

## Hoofdredacteurs
- 1997–2005: Mostafa El-Sayed
- 2005–heden: George C. Schatz